# Ascidia dijmphniana
Ascidia dijmphniana is een zakpijpensoort uit de familie van de Ascidiidae. De wetenschappelijke naam van de soort is voor het eerst geldig gepubliceerd in 1886 door Traustedt.